# Ampithoe djakonovi
Ampithoe djakonovi är en kräftdjursart som beskrevs av Gurjanova 1938. Ampithoe djakonovi ingår i släktet Ampithoe och familjen Ampithoidae. Inga underarter finns listade i Catalogue of Life.